# Pithecia irrorata
El sakí (Pithecia irrorata) es un mico natural de América del Sur, su área de distribución ocupa parte de Brasil, Perú y Bolivia.

## Descripción
El macho es algo mayor que la hembra, pesan algo más de dos kg.